# Bataille de Bramham Moor
La bataille de Bramham Moor a marqué la partie finale de la rébellion de Percy de 1403 à 1408, qui vit s'affronter Henry Percy, premier comte de Northumberland, meneur de la riche et influente famille Percy, et le roi Henri IV d'Angleterre.

## La rébellion de Henry Percy
Les Percy avaient auparavant aidé Henri IV dans son coup d'État contre son cousin, le roi Richard II d'Angleterre, en 1399.
Le roi Henri IV et Henry Percy s'étaient brouillés lors de la bataille de Homildon Hill en 1402, qui se traduisit par une victoire des forces anglaises menées par le Northumberland sur une armée d'invasion écossaise, à l'issue de laquelle une multitude de nobles écossais furent capturés. Selon la coutume, un noble qui avait été capturé pouvait obtenir sa libération par le paiement d'une rançon et Percy devait recevoir en conséquence des sommes très importantes à la suite de sa victoire. Or, le royaume d'Angleterre subissait une grave crise financière pour plusieurs raisons : le coup d'État mené par le nouveau roi Henry avait provoqué des perturbations dans les affaires commerciales, des guerres étaient menées au Pays de Galles et en Écosse, et, de plus, de nombreux anciens partisans du roi assassiné Richard, commençaient à manifester leur mécontentement en désobéissant ouvertement au nouveau roi.
Afin d'obtenir davantage de revenus et d'imposer son autorité sur le Northumberland, une seigneurie détenue par les Percy, Henri IV exigea la remise des otages. Percy, furieux, déclara son soutien à un autre prétendant au trône, Edmund Mortimer, 5e comte de March, et marcha sur les armées de Henry jusqu'à sa défaite à la bataille de Shrewsbury, en 1403, au cours de laquelle son fils, Henry "Harry Hotspur" Percy, fut tué. Retiré en Écosse, Percy réapparut en 1405, après avoir rassemblé une armée en Écosse et dans le Northumberland, dans une ultime tentative pour s'emparer du trône, et marcha sur la ville de York.

## La bataille de Bramham Moor
À Bramham Moor, au sud de Wetherby, son armée rencontra une escorte de nobles du Yorkshire qui avait été assemblée à la hâte pour s'associer à l'armée menée par le shérif du Yorkshire, Sir Thomas de Rokeby. La taille et la composition exactes des armées en présence nous sont inconnues, mais il s'agissait sans doute d'armées de petite taille si on les compare aux milliers d'hommes qui s'affrontèrent à Shrewsbury, les rebelles ne parvenant pas à s'adjoindre le soutien d'autres factions rebelles, comme celle d'Owain Glyndwr, dont la révolte avait échoué.
Le déroulement de la bataille est sujet à caution en raison de manque de sources qui auraient pu l'éclairer. Il semble que son déroulement ait été classique, eu égard au déroulement des batailles au Moyen Âge : une violente mêlée au centre et peu de mouvements tactiques. Percy aurait positionné ses hommes avec attention et attendu l'arrivée de Rokeby à 2 heures après midi. Il est très possible que le sort de la bataille ait été décidé par l'usage du longbow, un arc long employé par les Anglais à l'époque, afin d'éclaircir les premiers rangs ennemis.

### Les conséquences de la bataille
Percy fut vaincu, son allié, Lord Bardolf, fut tué au début des combats, et le comte lui-même fut tué au cours d'une manœuvre de repli alors que son armée reculait. Peu de ses soldats purent s'échapper et retournèrent en Écosse. 
Le pouvoir des Percy fut fortement affaibli et le nord de l'Angleterre devint le domaine de leurs rivaux politiques, la famille des Neville, dont le chef, Ralph, était devenu comte de Westmorland. Les Percy retrouvèrent leur lustre passé à la mort d'Henri IV en 1413 lorsque Henry Percy, petit-fils du premier comte, reçoit l'autorisation d'Henri V de revenir en Angleterre. Il reprend le titre de comte de Northumberland en 1416.

## Sources
- (en) Cet article est partiellement ou en totalité issu de l’article de Wikipédia en anglais intitulé « Battle of Bramham Moor » (voir la liste des auteurs).